# ظهیرالدین ابراهیموف
ظهیرالدین ابراهیموف یک فعال تالشی، مدافع حقوق بشر و مخالف دولت است.

## زندگینامه
پس از پایان دبیرستان، از دانشکده تربیت معلم لنکران و سپس از دانشکده تاریخ دانشگاه دولتی آذربایجان فارغ‌التحصیل شد. او به عنوان معلم تاریخ در روستای شاگلاسر مشغول به کار شد. پس از "پرسترویکا"ی گورباچف، به فعالیت‌های اجتماعی و سیاسی روی آورد. در سال 1997، به روسیه، به یکاترینبورگ نقل مکان کرد و در سال 2002 تابعیت روسیه را دریافت کرد. و در سال 2012، او یکی از بنیانگذاران "مرکز فرهنگی تالش" شد. بعدها، او بارها در کنفرانس‌های بین‌المللی تالشی که در ارمنستان برگزار می‌شد، شرکت کرد. در سال 2007، ابراهیموف رسماً تابعیت آذربایجانی خود را لغو کرد.

## توسط سرویس های ویژه آذربایجان ربوده شد
ظهیرالدین ابراهیموف، رئیس کمیته حمایت از حقوق اقلیت‌های قومی و حامی خودمختاری مردم تالش، در 26 مارس 2025، پس از ترک آپارتمان خود در یکاترینبورگ ناپدید شد. به زودی، رسانه‌های آذربایجانی گزارش دادند که سرویس‌های ویژه این کشور عملیات ویژه‌ای انجام داده‌اند و ابراهیموف در زندان باکو تحت بازجویی است. سرویس امنیت دولتی آذربایجان طیف وسیعی از اتهامات را علیه ابراهیموف مطرح کرد، از خیانت گرفته تا تحریک نفرت قومی و جدایی‌طلبی و تضعیف تمامیت ارضی کشور. به گفته زاخارووا، ابراهیموف تابعیت آذربایجانی خود را حفظ کرد، اما به دلیل اقدامات غیرقانونی که مرتکب شده بود، از تابعیت روسی خود محروم شد.[22][23][24] مقامات آذربایجان بارها درخواست‌هایی را برای تحویل ابراهیموف به روسیه ارسال کرده‌اند، اما این درخواست‌ها رد شده است. با این حال، پس از سقوط هواپیمای خطوط هوایی آذربایجان در 25 دسامبر 2024 در نزدیکی آکتائو، مقامات روسی با نشان دادن حسن نیت، این مخالف را به علی‌اف تحویل دادند.